# 好氧法
好氧生物处理法(Aerobic Bioremediation)是在有游离氧存在的条件下，好氧微生物降解有机物，使其无害化、稳定化的处理过程。微生物利用废水中存在的有机污染物，作为营养源进行好氧代谢。
常见易行的好氧生物处理剂有过氧化钙（页面存档备份，存于）和过氧化镁（页面存档备份，存于）, 在遇有水媒质的存在和作用下,这两种过氧化物可缓慢"可控"释放出活性氧促进好氧微生物的生长。 与好氧生物处理剂一起使用的通常有加入像是磷酸二氢钾，一般 添加到产品中，另外区别于氧化法比如过硫酸钾或者过氧化氢之类的产品也经常被使用于这类用途，但在作用机理上稍有点不同的是， 强氧化剂直接将比较难分解的有机物分解成较小分子量的产品，这就是通常所说的的剪断碳链的做法。两种方法一起作用能达到优化处理的效果。
可分为活性污泥法和生物膜法。
参见：
- 厌氧生物处理法
- 水污染控制工程
- 活性污泥法
- 生物膜法